# 2S39 Magnolia
2S39 Magnolia (2С39 «Магнолия» „Magnolia“) ist ein in Russland entwickelter und hergestellter 120-mm-Panzermörser auf der Basis des Kettenfahrzeuges DT-30. Der Name leitet sich von der Pflanzengattung der Magnolien ab.

## Entwicklungsgeschichte
Seit den 2010er-Jahren und verstärkt seit dem Überfall auf die Ukraine hat das russische Verteidigungsministerium ein Rüstungsprogramm aufgelegt, um eine ganze Reihe von hochmobilen Artilleriesysteme für die Bataillonsebene zu entwickeln. Weitere Beispiele sind neben der 2S39 Magnolia, die 2S40 Floks oder 2S43 Malwa. Die 2S39 ist speziell für die arktischen Streitkräfte vorgesehen und ist mit dem verwendeten zweiteiligen Kettenfahrzeug ideal auf die dort vorherrschenden physischen Bedingungen angepasst.
Laut einem früheren Bericht der Nachrichtenagentur TASS sollte die Evaluierung des Waffensystems im Jahr 2022 abgeschlossen sein. Im August 2022 meldete der Hersteller Uralwagonsawod den Beginn der Serienproduktion des Magnolia-Systems.

## Technik und Bewaffnung
Als Basisfahrzeug dient ein zweiteiliges Kettenfahrzeug, bestehend aus einem Vorder- und einem Hinterwagen. Ursprünglich wurde ein DT-10PM verwendet, modernere Versionen basieren auf den DT-30 „Witjas“. Die Verwendung des geländegängigen Fahrgestells DT-30 gibt der 2S31 besondere taktische Einsatzmöglichkeiten. Das Fahrzeug ist schwimmfähig und aufgrund des geringen spezifischen Bodendrucks kann es problemlos auf festem und weichem Untergrund manövrieren, wie z. B. auf dem sommerlichen Auftauboden des Permafrosts oder durch sumpfigem Gebiet.
Außerdem verfügt das Fahrzeug über ein relativ großes Innenraumvolumen, in dem nicht nur die Munition transportiert und gelagert wird, sondern auch vergleichsweise komfortable Bedingungen für einen langfristigen Aufenthalt für die Besatzung vorliegen.
Im vorderen Teil sind der Führerstand mit Passagierkabine und das Dieselaggregat vom Typ V-46-5S mit 710 PS untergebracht, der Hinterwagen ist das Gefechtsmodul mit dem 120-mm-Geschütz und dem Munitionsvorrat. Die 2S39 verwendet als Hauptbewaffnung den 2A80-Kanonenmörser, der auch bei der Selbstfahrlafette 2S31 genutzt wird. Dieser kann sowohl in der oberen Winkelgruppe für den Artilleriekampf (Indirektes Feuer) wie auch in der unteren Winkelgruppe im Direktschuss verwendet werden.
Das Geschütz verschießt hochexplosive Splittergeschosse auf eine Entfernung von bis zu 8,5 km, präzisionsgelenkte Munition auf 10 km, und hochexplosive Splittergranaten auf 7 km. Die Feuerrate des Geschützes soll 10 Schuss pro Minute betragen, die Munitionsladung besteht aus 80 Projektilen, die im Innenraum mitgeführt werden.
Des Weiteren stehen ein 7,62-mm-PKTM-Maschinengewehr und eine 80-mm-Nebelmittelwurfanlage zur Verfügung.

## Nutzerstaaten
- Russland: unbekannte Anzahl